# Jamie O’Hara
Jamie Darryl O’Hara (ur. 25 września 1986 w Dartford) – angielski piłkarz występujący na pozycji pomocnika w Fulham.
Swoją karierę piłkarską rozpoczynał w szkółkach piłkarskich Arsenalu oraz Tottenhamu Hotspur. Do pierwszej drużyny tego drugiego klubu został włączony w roku 2005. W latach 2006 i 2007 był wypożyczany kolejno do Chesterfield oraz Millwall.
Od roku 2008 O’Hara występuje w reprezentacji Anglii do lat 21. Zaliczył w niej już siedem występów.